# Kingdom Come (Comic)
Kingdom Come ist eine im Jahr 1996 von DC Comics veröffentlichte Miniserie. Zeichner und Hauptideengeber war Alex Ross, unterstützt wurde er von Autor Mark Waid. Die Geschichte zählt zu den Elseworlds und spielt somit außerhalb der gewöhnlichen DC-Kontinuität. Sie beschreibt einen Kampf zwischen Superhelden, der in einer Katastrophe (Apokalypse) endet. Für die düstere, sozialkritische Story und die photorealistischen Zeichnungen erhielt Kingdom Come hohes Kritikerlob.

## Hintergrund
Die US-Comicindustrie der 90er Jahre war von einem Trend erfasst, in dem klassische Superhelden durch zwielichtige Antihelden ersetzt wurden. Einer der Trendsetter war Comicautor und -zeichner Rob Liefeld, der für die X-Men-Serie X-Force verantwortlich war. In dieser Serie spielen die Figuren Cable und Shatterstar die Hauptrollen. Cable war ein schwer bewaffneter, einäugiger, gewalttätiger Söldner, und Shatterstar war ein genetisch manipulierter Gladiator mit einem markanten Helm. Ross erdachte sich eine Story, in der die Welt lieber gewalttätige Antihelden als ehrenvolle Superhelden (wie z. B. Superman) sehen wollte.
Der Haupt-Antiheld namens Magog wurde inspiriert durch Cable und Shatterstar, er hatte von Cable die Waffen, die Roboterimplantate und das fehlende Auge, von Shatterstar den Helm. Schließlich malte Ross Magog in Gold und stattete ihn mit Hörnern aus, was einen Verweis auf das biblische Goldene Kalb darstellt.
Als die Serie Gestalt annahm, wählte Ross als Partner Mark Waid. Waid galt als sehr guter Kenner des DC-Universums, entwickelte eine komplette, in sich stimmige Handlung und streute viele Insider-Verweise auf DC-Historie in die Story ein. Um die epische Wucht der Armageddon-Story zu unterstreichen, führten Ross und Waid viele Symboliken und Zitate aus dem Jüngsten Gericht ein. Dementsprechend wird die Story nicht von einem Superhelden erzählt, sondern von einem Prediger namens Norman McCay. McCay ist von Ross’ eigenem Vater inspiriert.
Ursprünglich sollte Kingdom Come eine Metapher für die Comic-Spekulationsblase sein, die von Image Comics angefacht worden war. Deswegen wollte Ross das Projekt im Winter 1995 beenden. Als er aber einige Monate länger brauchte, war bereits klar, dass das „[Image-Comics-]System versagte“. Rückblickend stellt Ross fest, dass sein Comic Aufstieg und Fall von Image Comics eher „kommentierte“ als „vorauszusehen“.

## Handlung
Hinweis: Es sind die Kapitelnamen von Panini Comics angegeben. Der Carlsen Verlag verwendete leicht abweichende Bezeichnungen, bei Eaglemoss haben die Kapitel keine Titel.

### Kapitel 1: Seltsamer Besucher
Die gesamte Handlung wird von Norman McCay erzählt, der von der mystischen Verkörperung des Zorns Gottes, dem Spectre, Omnipräsenz verliehen bekommt. McCay leidet unter halbleeren Kirchen, dem Nihilismus der Gesellschaft und hat innerlich aufgegeben.
In einer nahen Zukunft haben sich die klassischen Superhelden (wie die Gerechtigkeitsliga mit Superman, Batman, Wonder Woman, Green Lantern und The Flash) aus der Welt zurückgezogen. Superman hat seine Überzeugung verloren, nachdem Magog den Joker umgebracht hatte und dennoch freigesprochen wurde. Batmans Geheimidentität ist gelüftet, und er regiert Gotham City mit einem Heer von Robotern. Wonder Woman ist von ihren Mitamazonen degradiert worden. Die drei überlassen die Verbrechensbekämpfung der neuen Generation, angeführt vom mit brutalen Methoden agierenden Magog. Die neuen Antihelden töten ihre Gegner und nehmen den Tod von Unschuldigen in Kauf. Die Menschen hassen und fürchten diese neuen Superhelden.
Als Magog den Tod von Captain Atom verschuldet, wodurch der US-Bundesstaat Kansas zu großen Teilen zerstört und radioaktiv verseucht wird, kehrt Superman aus seinem Exil in der Festung der Einsamkeit zurück.

### Kapitel 2: Wahrheit und Gerechtigkeit
Superman besiegt Magog und führt die Gerechtigkeitsliga wieder zusammen. Die Menschen bleiben aber zutiefst misstrauisch. Batman weigert sich zu kooperieren, da er Supermans Ideen als naiv ansieht. Er verrät ihn scheinbar und sucht den Kontakt zur Menschlichen Befreiungsfront unter Supermans Erzfeind Lex Luthor. Er hat einen gehirngewaschenen Captain Marvel (eine der wenigen DC-Figuren, die für Superman gefährlich werden kann) als Assistent. Sie planen, die Superhelden und Antihelden zu einem Armageddon gegeneinander auszuspielen, um die Menschheit zu retten.

### Kapitel 3: Oben am Himmel
Da die Antihelden Superman nicht anerkennen, ist die alte Generation der Superhelden gezwungen, sie einzufangen und in ein Hochsicherheits-Gefängnis (Gulag) zu sperren. Als dieser voll ist und ein Aufstand ausbricht, befreit Luthor die Antihelden. Die Superhelden stehen nun den Antihelden gegenüber, das Armageddon findet statt. Batman aber verrät Luthor und deckt auf, dass er ein Doppelagent war. Er wollte nur an Captain Marvel herankommen und dessen Willen durch eine erneute Gehirnwäsche brechen. Marvel trifft am Gulag auf Superman, auch viele weitere Helden bekämpfen sich dort.

### Kapitel 4: Ewige Schlacht
Deren Kampf wird als Bedrohung angesehen und die UNO beschließt, eine Atombombe auf dem Gulag abzuwerfen. Der Präventivschlag soll die Metamenschen vernichten und die Menschheit retten. Kurz bevor die Bombe einschlägt, kann Marvel seine Gehirnwäsche überwinden. Er drängt Superman auf die Seite, und zündet die Bombe vorzeitig. Dennoch sterben viele Helden, und ein wütender Superman greift die UNO an. Doch McCay erscheint ihm und zeigt, dass er mit einem Massenmord genau zu dem würde, was er immer gehasst und bekämpft hatte. Die Atombombe sei nicht die Schuld der UNO, sondern die der Helden gewesen; so wie die Antihelden lieber Schuldige töteten, statt Unschuldige zu beschützen, sind die alten Helden zu feige gewesen, um ihnen Einhalt zu gebieten.
Superman, Batman und Wonder Woman (und auch Magog, der sich einem Gerichtsverfahren stellt) werden rehabilitiert. Während Lex Luthor und seine Menschliche Befreiungsfront hinter Gittern landen, widmet sich Superman dem Wiederaufbau. Am Ende ist McCay zu sehen, der in einer vollen Kirche Worte der Verzeihung predigt.

### Epilog: Ein Jahr später …
In der Collected Edition der Serie erschienen zwölf zusätzliche Seiten, darunter ein achtseitiger Epilog. Wonder Woman und Superman verwickeln Batman in Smalltalk, wobei Batman herausfindet, dass Wonder Woman Supermans Kind trägt. Die beiden Superhelden bitten ihn, die Patenschaft für das ungeborene Kind zu übernehmen, was er annimmt.

## Fortsetzung:The Kingdom
Im Jahr 1999 erschien eine Fortsetzung unter dem Titel The Kingdom ebenfalls von Mark Waid, für die Zeichnungen waren verschiedene Partner zuständig, wobei Ross nicht mehr beteiligt war. Diese insgesamt achtteilige Fortsetzung spielt einige Jahre nach den Ereignissen von Kingdom Come.
The Kingdom handelt von William, einem Überlebenden der Kansas-Katastrophe, der von der Quintessenz (bestehend aus dem Magier Shazam, dem Wächter Ganthet, dem Göttervater Zeus, dem Highfather und dem Phantom Stranger) allumfassende Macht erhält, um die Apokalypse rückgängig zu machen. Allerdings tötet er als Gog nun Superman ein ums andere Mal, indem er in der Zeit zurück reist. Schließlich wird er von Superman, Batman und Wonder Woman (in deren alter und junger Version) aufgehalten. Am Ende werden alle verschiedenen Zeitstränge und möglichen Wirklichkeiten zu Variationen des Ablaufs der Geschichte innerhalb des DC-Universums erklärt, da alle Geschichten als Parallelwelten über die sog. Hypertime miteinander verbunden sind.

## Auszeichnung
Kingdom Come gewann den Eisner Award 1997 in der Kategorie Limited Series.

## Deutschsprachige Ausgaben

### Kingdom Come
- Mark Waid, Alex Ross: Kingdom Come – Die Apokalypse, Carlsen Verlag, 1997, ISBN 3-551-72625-6 (Softcover; Übersetzer: Uwe Anton)
- Mark Waid, Alex Ross: Kingdom Come – Ultimate Edition (= Ultimate Edition #1), Panini Comics, 2005, ISBN 3-89921-972-4 (mit Extraseiten, Hardcover; Übersetzer: Christian Heiß)
- Mark Waid, Alex Ross: Kingdom Come (= DC Paperback #61), Panini Comics, 2013, ISBN 978-3-86201-706-5 (mit Extraseiten, Softcover; Übersetzer: Christian Heiß)
- Mark Waid, Alex Ross: Kingdom Come (Teile 1 und 2; = DC Comics Graphic Novel Collection #90 und 91), Eaglemoss, 2016 (mit Extraseiten und je einem Comic aus dem Goldenen Zeitalter, Hardcover; Übersetzer: Christian Heiß)

### The Kingdom
- Mark Waid, Ariel Olivetti, Mike Zeck u. a.: Kingdom (= JLA Sonderband #18), Dino Verlag, 2000, ISBN 3-89748-347-5 (Softcover; Übersetzer: Marc Hillefeld)